# Huỳnh Như
Huỳnh Như (sinh ngày 28 tháng 11 năm 1991) là một cầu thủ bóng đá nữ chuyên nghiệp người Việt Nam hiện đang thi đấu ở vị trí tiền đạo cho câu lạc bộ Thành phố Hồ Chí Minh và là đội trưởng của đội tuyển bóng đá nữ quốc gia Việt Nam. Cô được đánh giá là một trong những cầu thủ nữ Việt Nam xuất sắc nhất trong thế hệ của mình.
Bắt đầu sự nghiệp của mình tại câu lạc bộ Thành phố Hồ Chí Minh I, cô đã ra sân 84 trận, ghi 62 bàn thắng và cùng câu lạc bộ giành 7 chức vô địch quốc gia. Tháng 8 năm 2022, cô trở thành cầu thủ nữ Việt Nam đầu tiên thi đấu chuyên nghiệp ở châu Âu khi ký hợp đồng với câu lạc bộ Länk Vilaverdense của Bồ Đào Nha.
Huỳnh Như có buổi ra mắt lần đầu trong màu áo đội tuyển quốc gia vào năm 2011. Cô là cầu thủ ghi nhiều bàn thắng nhất cho đội tuyển với 68 bàn thắng được ghi.

## Thống kê sự nghiệp

### Câu lạc bộ
Tính đến ngày 5 tháng 2 năm 2024
| Câu lạc bộ            | Mùa giải            | Hạng đấu                                  | Hạng đấu | Hạng đấu  | Cúp quốc gia | Cúp quốc gia | Cúp liên đoàn | Cúp liên đoàn | Châu lục | Châu lục  | Tổng cộng | Tổng cộng |
| Câu lạc bộ            | Mùa giải            | Giải                                      | Số trận  | Bàn thắng | Số trận      | Bàn thắng    | Số trận       | Bàn thắng     | Số trận  | Bàn thắng | Số trận   | Bàn thắng |
| --------------------- | ------------------- | ----------------------------------------- | -------- | --------- | ------------ | ------------ | ------------- | ------------- | -------- | --------- | --------- | --------- |
| Thành phố Hồ Chí Minh | 2007–22             | Giải bóng đá nữ Vô địch Quốc gia Việt Nam | 52       | 45        | 32           | 18           | –             | –             | –        | –         | 84        | 62        |
| Thành phố Hồ Chí Minh | Tổng                | Tổng                                      | 52       | 45        | 32           | 18           | –             | –             | –        | –         | 84        | 62        |
| Länk Vilaverdense     | 2022–23             | Campeonato Nacional Feminino              | 18       | 5         | 2            | 2            | 2             | 0             | –        | –         | 22        | 7         |
| Länk Vilaverdense     | 2023-24             | Campeonato Nacional Feminino              | 9        | 1         | 2            | 0            | 2             | 0             | -        | -         | 13        | 1         |
| Länk Vilaverdense     | Tổng                | Tổng                                      | 27       | 6         | 4            | 2            | 4             | 0             | –        | –         | 35        | 8         |
| Tổng cộng sự nghiệp   | Tổng cộng sự nghiệp | Tổng cộng sự nghiệp                       | 89       | 51        | 6            | 4            | 4             | 0             | 0        | 0         | 119       | 70        |

1. ↑  Bao gồm Cúp Quốc gia nữ Việt Nam và Taça de Portugal Feminina
2. ↑  Bao gồm Taça da Liga Feminina

### Bàn thắng đội tuyển nữ Quốc gia
| #   | Ngày                 | Địa điểm                                                       | Đối thủ     | Tỷ số | Kết quả | Giải đấu                                                    |
| --- | -------------------- | -------------------------------------------------------------- | ----------- | ----- | ------- | ----------------------------------------------------------- |
| 1.  | 16 tháng 10 năm 2011 | Sân vận động Quốc gia Lào mới, Viêng Chăn, Lào                 | Singapore   | 1–0   | 9–1     | Giải vô địch bóng đá nữ Đông Nam Á 2011                     |
| 2.  | 16 tháng 10 năm 2011 | Sân vận động Quốc gia Lào mới, Viêng Chăn, Lào                 | Singapore   | 7–1   | 9–1     | Giải vô địch bóng đá nữ Đông Nam Á 2011                     |
| 3.  | 16 tháng 10 năm 2011 | Sân vận động Quốc gia Lào mới, Viêng Chăn, Lào                 | Singapore   | 9–1   | 9–1     | Giải vô địch bóng đá nữ Đông Nam Á 2011                     |
| 4.  | 18 tháng 10 năm 2011 | Sân vận động Quốc gia Lào mới, Viêng Chăn, Lào                 | Lào         | 1–0   | 4–0     | Giải vô địch bóng đá nữ Đông Nam Á 2011                     |
| 5.  | 25 tháng 10 năm 2011 | Sân vận động Quốc gia Lào mới, Viêng Chăn, Lào                 | Lào         | 2–0   | 6–0     | Giải vô địch bóng đá nữ Đông Nam Á 2011                     |
| 6.  | 24 tháng 5 năm 2013  | Sân vận động Quốc gia Bahrain, Riffa, Bahrain                  | Kyrgyzstan  | 11–0  | 12–0    | Vòng loại Cúp bóng đá nữ châu Á 2014                        |
| 7.  | 24 tháng 5 năm 2013  | Sân vận động Quốc gia Bahrain, Riffa, Bahrain                  | Kyrgyzstan  | 12–0  | 12–0    | Vòng loại Cúp bóng đá nữ châu Á 2014                        |
| 8.  | 13 tháng 12 năm 2013 | Sân vận động Mandalarthiri, Mandalay, Myanmar                  | Philippines | 7–0   | 7–0     | Đại hội Thể thao Đông Nam Á 2013                            |
| 9.  | 18 tháng 12 năm 2013 | Sân vận động Mandalarthiri, Mandalay, Myanmar                  | Malaysia    | 4–0   | 4–0     | Đại hội Thể thao Đông Nam Á 2013                            |
| 10. | 2 tháng 5 năm 2015   | Sân vận động Thống Nhất, Thành phố Hồ Chí Minh, Việt Nam       | Myanmar     | 1–0   | 3–2     | Giải vô địch bóng đá nữ Đông Nam Á 2015                     |
| 11. | 2 tháng 5 năm 2015   | Sân vận động Thống Nhất, Thành phố Hồ Chí Minh, Việt Nam       | Myanmar     | 2–2   | 3–2     | Giải vô địch bóng đá nữ Đông Nam Á 2015                     |
| 12. | 4 tháng 5 năm 2015   | Sân vận động Thống Nhất, Thành phố Hồ Chí Minh, Việt Nam       | Malaysia    | 1–0   | 7–0     | Giải vô địch bóng đá nữ Đông Nam Á 2015                     |
| 13. | 4 tháng 5 năm 2015   | Sân vận động Thống Nhất, Thành phố Hồ Chí Minh, Việt Nam       | Malaysia    | 4–0   | 7–0     | Giải vô địch bóng đá nữ Đông Nam Á 2015                     |
| 14. | 18 tháng 9 năm 2015  | Sân vận động Mandalarthiri, Mandalay, Myanmar                  | Myanmar     | 1–0   | 4–2     | Vòng loại bóng đá nữ Thế vận hội Mùa hè 2016 khu vực châu Á |
| 15. | 18 tháng 9 năm 2015  | Sân vận động Mandalarthiri, Mandalay, Myanmar                  | Myanmar     | 4–0   | 4–2     | Vòng loại bóng đá nữ Thế vận hội Mùa hè 2016 khu vực châu Á |
| 16. | 7 tháng 3 năm 2016   | Sân vận động Kincho, Osaka, Nhật Bản                           | Nhật Bản    | 1–1   | 1–6     | Vòng loại bóng đá nữ Thế vận hội Mùa hè 2016 khu vực châu Á |
| 17. | 30 tháng 7 năm 2016  | Sân vận động Mandalarthiri, Mandalay, Myanmar                  | Thái Lan    | 1–0   | 2–0     | Giải vô địch bóng đá nữ Đông Nam Á 2016                     |
| 18. | 2 tháng 8 năm 2016   | Sân vận động Mandalarthiri, Mandalay, Myanmar                  | Myanmar     | 1–0   | 3–3     | Giải vô địch bóng đá nữ Đông Nam Á 2016                     |
| 19. | 7 tháng 4 năm 2017   | Trung tâm Đào tạo Bóng đá trẻ Việt Nam (VPF), Hà Nội, Việt Nam | Singapore   | 2–0   | 8–0     | Vòng loại Cúp bóng đá nữ châu Á 2018                        |
| 20. | 7 tháng 4 năm 2017   | Trung tâm Đào tạo Bóng đá trẻ Việt Nam (VPF), Hà Nội, Việt Nam | Singapore   | 5–0   | 8–0     | Vòng loại Cúp bóng đá nữ châu Á 2018                        |
| 21. | 7 tháng 4 năm 2017   | Trung tâm Đào tạo Bóng đá trẻ Việt Nam (VPF), Hà Nội, Việt Nam | Singapore   | 6–0   | 8–0     | Vòng loại Cúp bóng đá nữ châu Á 2018                        |
| 22. | 9 tháng 4 năm 2017   | Trung tâm Đào tạo Bóng đá trẻ Việt Nam (VPF), Hà Nội, Việt Nam | Iran        | 4–1   | 6–1     | Vòng loại Cúp bóng đá nữ châu Á 2018                        |
| 23. | 9 tháng 4 năm 2017   | Trung tâm Đào tạo Bóng đá trẻ Việt Nam (VPF), Hà Nội, Việt Nam | Iran        | 6–1   | 6–1     | Vòng loại Cúp bóng đá nữ châu Á 2018                        |
| 24. | 11 tháng 4 năm 2017  | Trung tâm Đào tạo Bóng đá trẻ Việt Nam (VPF), Hà Nội, Việt Nam | Myanmar     | 2–0   | 2–0     | Vòng loại Cúp bóng đá nữ châu Á 2018                        |
| 25. | 17 tháng 8 năm 2017  | Sân vận động UM Arena, Shah Alam, Malaysia                     | Philippines | 1–0   | 3–0     | Đại hội Thể thao Đông Nam Á 2017                            |
| 26. | 20 tháng 8 năm 2017  | Sân vận động UM Arena, Shah Alam, Malaysia                     | Myanmar     | 3–1   | 3–1     | Đại hội Thể thao Đông Nam Á 2017                            |
| 27. | 24 tháng 8 năm 2017  | Sân vận động UiTM, Shah Alam, Malaysia                         | Malaysia    | 4–0   | 6–0     | Đại hội Thể thao Đông Nam Á 2017                            |
| 28. | 3 tháng 7 năm 2018   | Sân vận động Jakabaring, Palembang, Indonesia                  | Indonesia   | 1–0   | 6–0     | Giải vô địch bóng đá nữ Đông Nam Á 2018                     |
| 29. | 3 tháng 7 năm 2018   | Sân vận động Jakabaring, Palembang, Indonesia                  | Indonesia   | 5–0   | 6–0     | Giải vô địch bóng đá nữ Đông Nam Á 2018                     |
| 30. | 7 tháng 7 năm 2018   | Sân vận động Jakabaring, Palembang, Indonesia                  | Philippines | 2–0   | 5–0     | Giải vô địch bóng đá nữ Đông Nam Á 2018                     |
| 31. | 7 tháng 7 năm 2018   | Sân vận động Jakabaring, Palembang, Indonesia                  | Philippines | 3–0   | 5–0     | Giải vô địch bóng đá nữ Đông Nam Á 2018                     |
| 32. | 9 tháng 7 năm 2018   | Sân vận động Jakabaring, Palembang, Indonesia                  | Myanmar     | 1–0   | 4–3     | Giải vô địch bóng đá nữ Đông Nam Á 2018                     |
| 33. | 9 tháng 7 năm 2018   | Sân vận động Jakabaring, Palembang, Indonesia                  | Myanmar     | 2–0   | 4–3     | Giải vô địch bóng đá nữ Đông Nam Á 2018                     |
| 34. | 3 tháng 4 năm 2019   | Sân vận động Lokomotiv, Tashkent, Uzbekistan                   | Uzbekistan  | 1–0   | 2–1     | Vòng loại bóng đá nữ Thế vận hội Mùa hè 2020 khu vực châu Á |
| 35. | 6 tháng 4 năm 2019   | Sân vận động Transportation Institute, Tashkent, Uzbekistan    | Hồng Kông   | 2–0   | 2–1     | Vòng loại bóng đá nữ Thế vận hội Mùa hè 2020 khu vực châu Á |
| 36. | 9 tháng 4 năm 2019   | Sân vận động Transportation Institute, Tashkent, Uzbekistan    | Jordan      | 1–0   | 2–0     | Vòng loại bóng đá nữ Thế vận hội Mùa hè 2020 khu vực châu Á |
| 37. | 16 tháng 8 năm 2019  | Sân vận động IPE Chonburi, Chonburi, Thái Lan                  | Campuchia   | 1–0   | 10–0    | Giải vô địch bóng đá nữ Đông Nam Á 2019                     |
| 38. | 16 tháng 8 năm 2019  | Sân vận động IPE Chonburi, Chonburi, Thái Lan                  | Campuchia   | 3–0   | 10–0    | Giải vô địch bóng đá nữ Đông Nam Á 2019                     |
| 39. | 18 tháng 8 năm 2019  | Sân vận động IPE Chonburi, Chonburi, Thái Lan                  | Indonesia   | 2–0   | 7–0     | Giải vô địch bóng đá nữ Đông Nam Á 2019                     |
| 40. | 18 tháng 8 năm 2019  | Sân vận động IPE Chonburi, Chonburi, Thái Lan                  | Indonesia   | 4–0   | 7–0     | Giải vô địch bóng đá nữ Đông Nam Á 2019                     |
| 41. | 18 tháng 8 năm 2019  | Sân vận động IPE Chonburi, Chonburi, Thái Lan                  | Indonesia   | 5–0   | 7–0     | Giải vô địch bóng đá nữ Đông Nam Á 2019                     |
| 42. | 25 tháng 8 năm 2019  | Sân vận động IPE Chonburi, Chonburi, Thái Lan                  | Philippines | 1–1   | 2–1     | Giải vô địch bóng đá nữ Đông Nam Á 2019                     |
| 43. | 27 tháng 8 năm 2019  | Sân vận động IPE Chonburi, Chonburi, Thái Lan                  | Thái Lan    | 1–0   | 1–0     | Giải vô địch bóng đá nữ Đông Nam Á 2019                     |
| 44. | 29 tháng 11 năm 2019 | Sân vận động bóng đá Biñan, Biñan, Philippines                 | Indonesia   | 4–0   | 6–0     | Đại hội Thể thao Đông Nam Á 2019                            |
| 45. | 29 tháng 11 năm 2019 | Sân vận động bóng đá Biñan, Biñan, Philippines                 | Indonesia   | 5–0   | 6–0     | Đại hội Thể thao Đông Nam Á 2019                            |
| 46. | 11 tháng 3 năm 2020  | Sân vận động Cẩm Phả, Cẩm Phả, Việt Nam                        | Úc          | 1–2   | 1–2     | Vòng loại bóng đá nữ Thế vận hội Mùa hè 2020 khu vực châu Á |
| 47. | 23 tháng 9 năm 2021  | Sân vận động Pamir, Dushanbe, Tajikistan                       | Maldives    | 8–0   | 16–0    | Vòng loại Cúp bóng đá nữ châu Á 2022                        |
| 48. | 29 tháng 9 năm 2021  | Sân vận động Pamir, Dushanbe, Tajikistan                       | Tajikistan  | 3–0   | 7–0     | Vòng loại Cúp bóng đá nữ châu Á 2022                        |
| 49. | 27 tháng 1 năm 2022  | Sân vận động DY Patil, Navi Mumbai, Ấn Độ                      | Myanmar     | 2–2   | 2–2     | Cúp bóng đá nữ châu Á 2022                                  |
| 50. | 2 tháng 2 năm 2022   | Sân vận động DY Patil, Navi Mumbai, Ấn Độ                      | Thái Lan    | 1–0   | 2–0     | Cúp bóng đá nữ châu Á 2022                                  |
| 51. | 18 tháng 5 năm 2022  | Sân vận động Cẩm Phả, Quảng Ninh, Việt Nam                     | Myanmar     | 1–0   | 1–0     | Đại hội Thể thao Đông Nam Á 2021                            |
| 52. | 21 tháng 5 năm 2022  | Sân vận động Cẩm Phả, Quảng Ninh, Việt Nam                     | Thái Lan    | 1–0   | 1–0     | Đại hội Thể thao Đông Nam Á 2021                            |
| 53. | 9 tháng 7, 2022      | Sân vận động bóng đá Biñan, Biñan, Philippines                 | Lào         | 2–0   | 5–0     | Giải vô địch bóng đá nữ Đông Nam Á 2022                     |
| 54. | 9 tháng 7, 2022      | Sân vận động bóng đá Biñan, Biñan, Philippines                 | Lào         | 5–0   | 5–0     | Giải vô địch bóng đá nữ Đông Nam Á 2022                     |
| 55. | 11 tháng 7, 2022     | Sân vận động bóng đá Biñan, Biñan, Philippines                 | Đông Timor  | 1–0   | 6–0     | Giải vô địch bóng đá nữ Đông Nam Á 2022                     |
| 56. | 11 tháng 7, 2022     | Sân vận động bóng đá Biñan, Biñan, Philippines                 | Đông Timor  | 4–0   | 6–0     | Giải vô địch bóng đá nữ Đông Nam Á 2022                     |
| 57. | 13 tháng 7, 2022     | Sân vận động tưởng niệm Rizal, Manila, Philippines             | Myanmar     | 3–0   | 4–0     | Giải vô địch bóng đá nữ Đông Nam Á 2022                     |
| 58. | 17 tháng 7, 2022     | Sân vận động tưởng niệm Rizal, Manila, Philippines             | Myanmar     | 1–1   | 3–4     | Giải vô địch bóng đá nữ Đông Nam Á 2022                     |
| 59. | 17 tháng 7, 2022     | Sân vận động tưởng niệm Rizal, Manila, Philippines             | Myanmar     | 2–1   | 3–4     | Giải vô địch bóng đá nữ Đông Nam Á 2022                     |

## Thành tích

### Đội tuyển bóng đá nữ quốc gia Việt Nam
- Huy chương Vàng SEA Games: 2017, 2019, 2021, 2023
- Huy chương Bạc SEA Games 2013
- Vô địch Giải vô địch bóng đá nữ Đông Nam Á 2019
- Á quân Giải vô địch bóng đá nữ Đông Nam Á 2016.
- Giành vé tham dự Vòng chung kết Cúp bóng đá nữ châu Á 2022 - Đội trưởng.
- Hạng 6 Cúp nữ châu Á nếu tính tuyển nữ Úc và giành vé tham dự Giải vô địch bóng đá nữ thế giới 2023 tại Úc/New Zealand với tư cách là thắng play-off - Đội trưởng.
- Ghi 59 bàn trong 67 lần khoác áo đội tuyển Quốc gia. Là cầu thủ nữ ghi nhiều bàn thắng nhất cho đội tuyển quốc gia Việt Nam qua các thời kỳ
- Ghi 62 bàn trong 84 lần ra sân của CLB Bóng Đá Nữ Thành Phố Hồ Chí Minh

### Câu lạc bộ Thành phố Hồ Chí Minh
- Vô địch Quốc gia: 2010, 2015, 2016, 2017, 2019, 2020, 2021.(7 lần)
- Vô địch đại hội TDTT toàn quốc 2018
- Á quân Quốc gia: 2013, 2018(2 lần)
- Vô địch Cúp Quốc gia 2020, 2021(2 lần)

### Cá nhân
- Quả bóng Đồng nữ Việt Nam 2015, 2017
- Quả bóng Bạc nữ Việt Nam 2018.(1 lần)
- Quả bóng Vàng nữ Việt Nam 2016, 2019, 2020, 2021, 2022.(5 lần)[11]
- Vua phá lưới Giải bóng đá nữ vô địch quốc gia 2013, 2016, 2017, 2021, 2022(5 lần)
- Cầu thủ xuất sắc nhất giải Vô địch Quốc gia các năm 2018, 2019, 2020, 2021.(4lần)
- Cầu thủ xuất sắc giải Cúp Quốc gia 2020, 2021(2lần)

### Thành tích khác
- Huân chương Lao động hạng Nhì (2022).
- 12 Công dân trẻ tiêu biểu Thành phố Hồ Chí Minh năm 2019.
- 10 Gương mặt trẻ Việt Nam triển vọng năm 2019.
- 30 Gương thanh niên tiên tiến Thành phố Hồ Chí Minh làm theo lời Bác năm 2020.